# Monestir d'Uclés
El Monestir d'Uclés és un monestir construït entre el segle xvi i XVII sobre un castell musulmà que anteriorment fou un castre romà. Des de 1170 fins a 1872, pertanyé a l'Orde de Sant Jaume i n'hostatjà l'arxiu general.